# Xiaomi Mi 6
Xiaomi Mi 6 — смартфон від китайської компанії Xiaomi, що належить до флагманської серії Mi. Був представлений 19 квітня 2017 року.

## Дизайн
Екран виконаний зі скла Corning Gorilla Glass 4. Задня панель в залежності від версії виконана зі скла або кераміки. Бокова частина смартфону виконана з нержавіючої сталі.
Смартфон, на відміну від свого попередника, позбувся 3.5 мм аудіороз'єму.
Знизу знаходяться роз'єм USB-C, динамік та стилізований під динамік мікрофон. Зверху знаходяться другий мікрофон та ІЧ-порт. З лівого боку смартфона знаходиться слот під 2 SIM-картки. З правого боку знаходяться кнопки регулювання гучності та кнопка блокування смартфону.
В Україні Xiaomi Mi 6 продавався в 3 кольорах: чорному, синьому та білому. Також смартфон існував в чорному кольорі з керамічною задньою панеллю.

## Технічні характеристики

### Платформа
Смартфон отримав процесор Qualcomm Snapdragon 835 та графічний процесор Adreno 540.

### Батарея
Батарея отримала об'єм 3350 мА·год та підтримку швидкого зарядження Quick Charge 3.0 на 18 Вт. 

### Камера
Смартфон отримав подвійну камеру 12 Мп, f/1.8 (ширококутний) + 12 Мп, f/2.6 (телеоб'єктив) з 2x оптичним зумом; також камера має фазовий автофокус, оптичну стабілізацію та здатністю запису відео в роздільній здатності 4K@30fps. Фронтальна камера отримала роздільність 8 Мп та здатність запису відео у роздільній здатності 1080p@30fps.

### Екран
Екран IPS, 5.15", FullHD (1920 × 1080) зі співвідношенням сторін 16:9 та щільністю пікселів 428 ppi.

### Пам'ять
Продавався в комплектаціях 4/64, 6/64 та 6/128 ГБ. В Україні продавались дві останні версії.

### Програмне забезпечення
Xiaomi Mi 6 був випущений на MIUI 8 на базі Android 7.1 Nougat. Був оновлений до MIUI 11, що базується на Android 9 Pie.